# Артур Томпсон (гангстер)
Артур Томпсон (вересень 1931 — 13 березня 1993)- шотландський гангстер, який став відомий на вулицях Шотландії як «Хрещений батько» в 1950-х роках. Організована злочинність під керівництвом Артура Томпсона тривала протягом тридцяти років. Він народився у вересні 1931 року в промисловому районі Спрінгбурн, Глазго. Він помер у Королівській лікарні міста Глазго 13 березня 1993 року з природних причин- інфаркту- у віці 61 року.

## Злочинна сім'я Томпсона
Томпсон почав свою кар'єру в якості лихваря. Він сказав розпинати тих, хто не погасив свої борги, прибиваючи їх до підлоги або дверей. Після лихварства він почав займатися рекетом. Потім він продовжував інвестувати свої гроші в законний бізнес, який з роками робив його все більше і більше заможною людиною. До 1980-х років сім'я Томпсона вступила в торгівлю наркотиками на чолі з сином Томпсона Артуром-молодшим. Подейкували, що до 1990- х, Томпсон заробляв близько 100000 фунтів стерлінгів в тиждень як лихвар.
Томпсон був одним із найстрашніших бандитів у Шотландії. У 1966 році він дивом уникнув смерті, коли під його машиною вибухнула бомба; його теща, на пасажирському сидінні, була вбита. Незабаром після цього він помітив двох чоловіків, яких він підозрював у нападі, Патріка Уельша та Джеймса Голді, членів конкуруючої Уельської родинної банди. Він змусив їх з'їхати з дороги, ведучи свій автомобіль назустріч їм- фургон врізався в ліхтарний стовп і обидва чоловіки були вбиті. Томпсону було пред'явлено звинувачення у вбивстві, але кримінального переслідування не було порушено, оскільки поліція не змогла знайти свідків, які б могли свідчити проти нього. У 1969 році Рита, дружина Томпсона, проникла до будинку Уельшів і вдарила дружину Патріка Уельша в грудну клітку та відразу після цього була ув'язнена на три роки. Його онуки та правнуки повинні залишатися анонімними в зв'язку з безпекою сім'ї. [14]

## Вбивство сина Томпсона
18 серпня 1991 року Артур-молодший, син Томпсона, на прізвисько «Фетбой», помер після того, як в нього вистрілили тричі за межами сімейного дому «Пондероза». Колишній охоронець сім'ї Томпсона, Пол Ферріс, був заарештований після звинувачення у вбивстві та переданий до в'язниці Барлінні. У день похорону Томпсона-молодшого було знайдено машину, у якій були тіла двох друзів Ферріса, Роберта Гловера та Джо Ханлона, яких також підозрювали у причетності до його смерті і були вбиті пострілами в потилицю. Їхні тіла були залишені на шляху похоронної процесії Фетбоя, щоб його катафалк проїжджав біля їхніх трупів. Також у той же день мав бути іще один випадок за участі бомби, яка була розміщена на цвинтарі, де Томпсон-молодший мав бути похований. [23] На своєму судовому засіданні в 1992 році Пол Ферріс був обвинувачений у вбивстві Артура Томпсона-молодшого, але був визнаний невинним та був звільнений без винесення вироку.
Понад 300 свідків, у тому числі і Томпсон-старший були викликані для дачі показань у суді, який тривав п'ятдесят чотири дні і коштував 4,1 мільйона фунтів стерлінгів, у той час найдовший і найдорожчий судовий розгляд у шотландській історії права. Ферріс стверджував, що Томпсон-молодший був вбитий кілером, який відомий лише під призвіськом «The Apprentice». Він був виправданий за всіма пунктами звинувачення.

### Інші діти Артура Томпсона
Його старша дочка, Маргарет Томпсон, померла від наркотичного передозування в 1989 році.
Його інший син, Біллі, був серйозно поранений в 300 метрах від сімейного дому у 2000 році, але вижив. Нещодавно Біллі відбув тюремне ув'язнення за володіння гарпунним пістолетом. Йому було винесено два з половиною роки, але скорочено після апеляції до 18 місяців. Біллі помер 4 березня 2017 року внаслідок своєї наркотичної залежності.
Томпсон-старший пережив свою останню дитину, Трейсі Томпсон.